# Jacek Strama
Jacek Roman Strama (ur. 23 czerwca 1947 w Krakowie) – polski aktor teatralny i filmowy, producent filmowy. W latach 2005–2016 dyrektor Teatru Ludowego w Krakowie.

## Życiorys
Jest absolwentem Państwowej Wyższej Szkoły Teatralnej w Krakowie (1971). Od zakończenia edukacji grał w teatrach:
- Bałtyckim Teatrze Dramatycznym im. Juliusza Słowackiego w Koszalinie (1971–1973),
- Teatrze Bagatela w Krakowie (1973–1974, 1982–1986),
- Teatrze Ludowym w Krakowie (1974–1976, 1979–1982),
- Teatrze im. Stefana Żeromskiego w Kielcach (1976–1979),
- Teatrze im. Juliusza Słowackiego w Krakowie (1986–1994).

W 2002 powrócił do krakowskiego Teatru Ludowego. Objął funkcję zastępcy dyrektora, a następnie obowiązki dyrektora w miejsce Jerzego Fedorowicza. W 2012 powierzono mu stanowisko dyrektora naczelnego i artystycznego tej instytucji, które zajmował do 2016.

## Filmografia
- 1975: Jarosław Dąbrowski
- 1979: Tirolinka jako kapitan Zdzisław Pacak
- 1983: Alternatywy 4
- 1984: Pobojowisko jako Wróbel
- 1989: Oko cyklonu jako oficer SS
- 2001: Samo niebo jako Daniel
- 2006: Pogoda na piątek
- 2012: Obława jako Ludwina
- 2017: Fanatyk jako wędkarz Mirek

## Odznaczenia i wyróżnienia
- 1973 – Wyróżnienie aktorskie za rolę Oswalda w Upiorach Henryka Ibsena na Festiwalu Teatrów Polski Północnej w Toruniu
- 1976 – III Nagroda Publiczności i nagroda jury za monodram Wytłumacz mi, stary Jana Bijaty w Teatrze Eref 66 w Krakowie na Ogólnopolskim Przeglądzie Teatrów Małych Form w Szczecinie
- 1978, 1979, 1980 – Dzika Róża dla najpopularniejszego aktora sezonu w Teatrze im. Stefana Żeromskiego w Kielcach w Kielcach
- 1979 – Wyróżnienie aktorskie za rolę Czarownica w Róży Stefana Żeromskiego na Opolskich Konfrontacjach Teatralnych
- 2005 – Nagroda za najlepszą rolę męską za rolę Edmunda w przedstawieniu Mąż mojej żony Mira Gavrana w Teatrze Ludowym w Krakowie na IX Festiwalu Komedii Talia w Tarnowie
- 2011 – Odznaka „Honoris Gratia”[1]
- 2014 – Srebrny Krzyż Zasługi[2]
- 2015 – Srebrny Medal „Zasłużony Kulturze Gloria Artis”[3]